# Annaz
L'Annaz est une rivière du Pays de Gex, coulant dans le département de l'Ain, en région Auvergne-Rhône-Alpes, et affluent de la rive droite du Rhône.

## Étymologie
Son nom serait dérivé du gaulois ana, (marais) ou onno.
Ancienne graphies : Aume (1820), Ammne (1900).

## Géographie
La source de l'Annaz est une résurgence située au nord du village de Logras sur la commune de Péron. Après avoir traversé le territoire de celle-ci, la rivière traverse le bas de celui de Farges, où elle conflue avec la Groise (confluent du ruisseau de Chanvière et du Nant des Morats qui prend sa source à Péron) puis avec le Biaz (prenant sa source à Farges).
Elle traverse enfin la commune de Pougny pour de se jeter dans le Rhône au lieu-dit Sous Conflans à 332 m d'altitude. À cet endroit, une gravière est encore en activité, extrayant le gravier du cours du Rhône.

### Communes et cantons traversés
Dans le seul département de l'Ain, l'Anaz traverse les quatre communes suivantes, de l'amont vers l'aval, de Péron (source à Logras), Challex, Farges, Pougny (confluence).
Soit en termes de cantons, l'Annaz prend source et conflue dans le même canton de Thoiry, le tout dans l'arrondissement de Gex.

### Bassin versant
L'Annaz fait limite entre deux zones hydrographiques, à savoir « Le Rhône de l'Allondon à l'Annaz » et « Le Rhône de l'Annaz à la Valserine ».

### Organisme gestionnaire

#### Contrat de rivières du Pays de Gex - Léman
L'Annaz fait partie, avec quarante-et-une autres rivières de la communauté de communes du pays de Gex et du Canton de Genève, du Contrat de rivières du Pays de Gex - Léman transfrontalier, signé à Divonne-les-Bains le 7 février 2004 entre ces deux entités territoriales.

## Affluents
Les affluents de l'Annaz sont le Biaz 3 km, le Ru des Pérailles, le Ru de Baraty, le Nant de Panferet, le Ruisseau de Chanvière 5 km, la Groise et le Ru du Gros Clos.
Le Sandre n'a que deux affluents référencés :
- Le ruisseau de Chanvière (rg[note 1]), 5 km sur les deux communes de Challex et Péron (source et confluence) sans affluent.
- le Biaz (rd), 3 km sur la seule commune de Farges avec un affluent :
  - le ruisseau de Montey (rd), 2 km sur la seule commune de Farges sans affluent.

### Rang de Strahler
Le rang de Strahler de L'Annaz est donc de trois par le Biaz et le ruisseau de Montey.

## Aménagements et écologie

### Pêche sportive
L'Annaz et son affluent la Groise sont les deux rivières permettant la pratique de la pêche sportive aux membres de la société de pêche du canton de Collonges, dénommée AAPPMA de l'Annaz 
. Cette AAPPMA fait désormais partie de la CPG (Communauté des Pecheurs Gessiens) et est donc réciprocitaire avec les associations de pèche du Pays de Gex.